# Station Klarendal
Station Klarendal is een restaurant in de Arnhemse wijk Klarendal, boven het restaurant zijn een brouwerij en twee atelierwoningen gevestigd. Het gebouw is het vroegere stationspostkantoor, dat plaats moest maken voor het tijdelijke station te Arnhem. In de jaren 2005-2008 is dit pand op advies van het architectenbureau K3 architectuur in 125 stukken gedemonteerd en tijdelijk opgeslagen. Aan de kop van de Klarendalsweg te Arnhem zijn de geveldelen weer opgebouwd tot het huidige gebouw. De draagconstructie en het interieur van het pand is hierbij geheel vernieuwd. 

## Geschiedenis van het gebouw

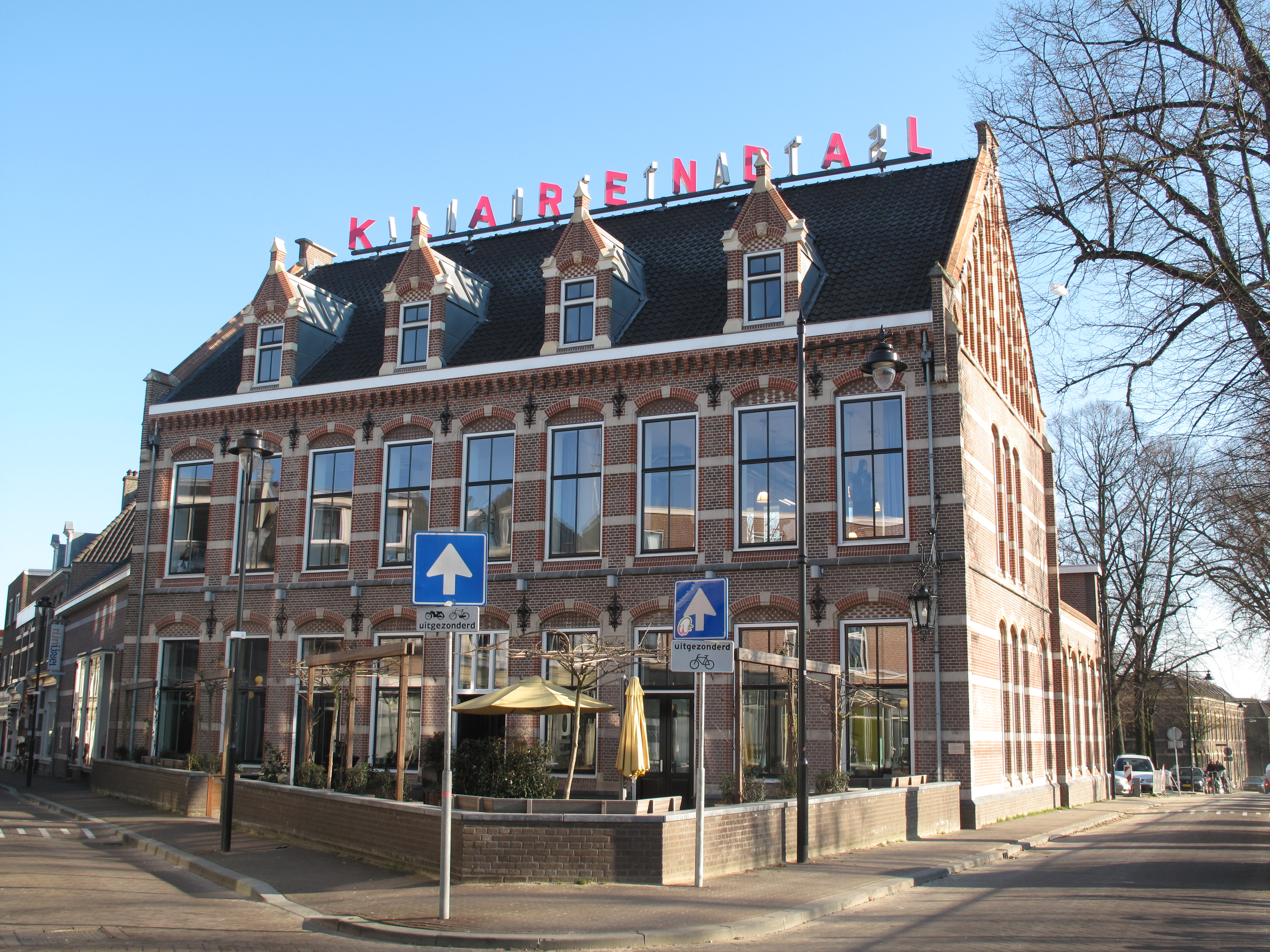
Het stationspostkantoor op zijn huidige plaats, op de hoek van de Sonsbeeksingel en de Klarendalseweg

Het Arnhemse stationspostkantoor is ontworpen door Rijksbouwmeester Cornelis Peters, die ook het hoofdpostkantoor van Arnhem ontwierp. Het kwam gereed in 1887. Het gebouw telde oorspronkelijk maar één verdieping met een zadeldak erboven, maar werd in de volgende jaren gestaag uitgebreid. In 1916 ging het zadeldak eraf, kwam er een verdieping boven op het gebouw en werd het zadeldak herplaatst.
Het gebouw kwam ongeschonden uit de Tweede Wereldoorlog. In 1949 kreeg het een aanbouw.
In 1959 kreeg Arnhem een tweede stationspostkantoor aan het Stationsplein-West. Het oude stationspostkantoor ging dicht in 1961 en werd sindsdien gebruikt als ruimte voor het NS-personeel.
In 1997 werd een aanvang gemaakt met de werkzaamheden voor een nieuw hoofdstation in Arnhem. Het oude postkantoor stond daarbij in de weg. Op die plaats was het tijdelijke station gepland (dat in 2006 werd gebouwd en in 2011 alweer is afgebroken). Onder de bevolking was veel verzet tegen het plan om het historische pand te slopen. Na een particuliere actie voor het behoud van het gebouw besloot de Arnhemse Stichting Volkshuisvesting daarvoor geld uit te trekken.
Bij de sloop in 2005 werd het gebouw in 125 stukken gezaagd en tijdelijk opgeslagen. In de jaren 2007 en 2008 werd het opnieuw opgebouwd in de wijk Klarendal. Het pand paste goed in de plannen van Volkshuisvesting Arnhem en K3 architectuur om van de achterstandswijk Klarendal een modekwartier te maken. Het ging hierbij alleen om een verhuizing van de gevels van het pand. Het interieur was in de loop der jaren, en zeker na de buitengebruikstelling als postkantoor in 1961, zo vaak verbouwd dat van de oorspronkelijke opzet niets meer over was.
Het herbouwde postkantoor kreeg de naam Station Klarendal. In het gebouw, dat nu officieel de functie van ‘modecentrum’ kreeg, werden bedrijven, winkels, atelierwoningen en het café-restaurant ‘Goed’ gevestigd. De twee verdiepingen plus de zolder kregen de namen Perron 1, 2 en 3.
In 2011 won de transformatie van Klarendal van achterstandswijk naar modekwartier de Gulden Feniks van het Nationaal Renovatie Platform in de categorie ’Gebiedstransformatie’. Station Klarendal werd daarbij genoemd als belangrijk pluspunt van de wijk.